# Chinów
Chinów ist eine Ortschaft mit einem Schulzenamt der Stadt-und-Land-Gemeinde Kozienice im Powiat Kozienicki der Woiwodschaft Masowien in Polen.

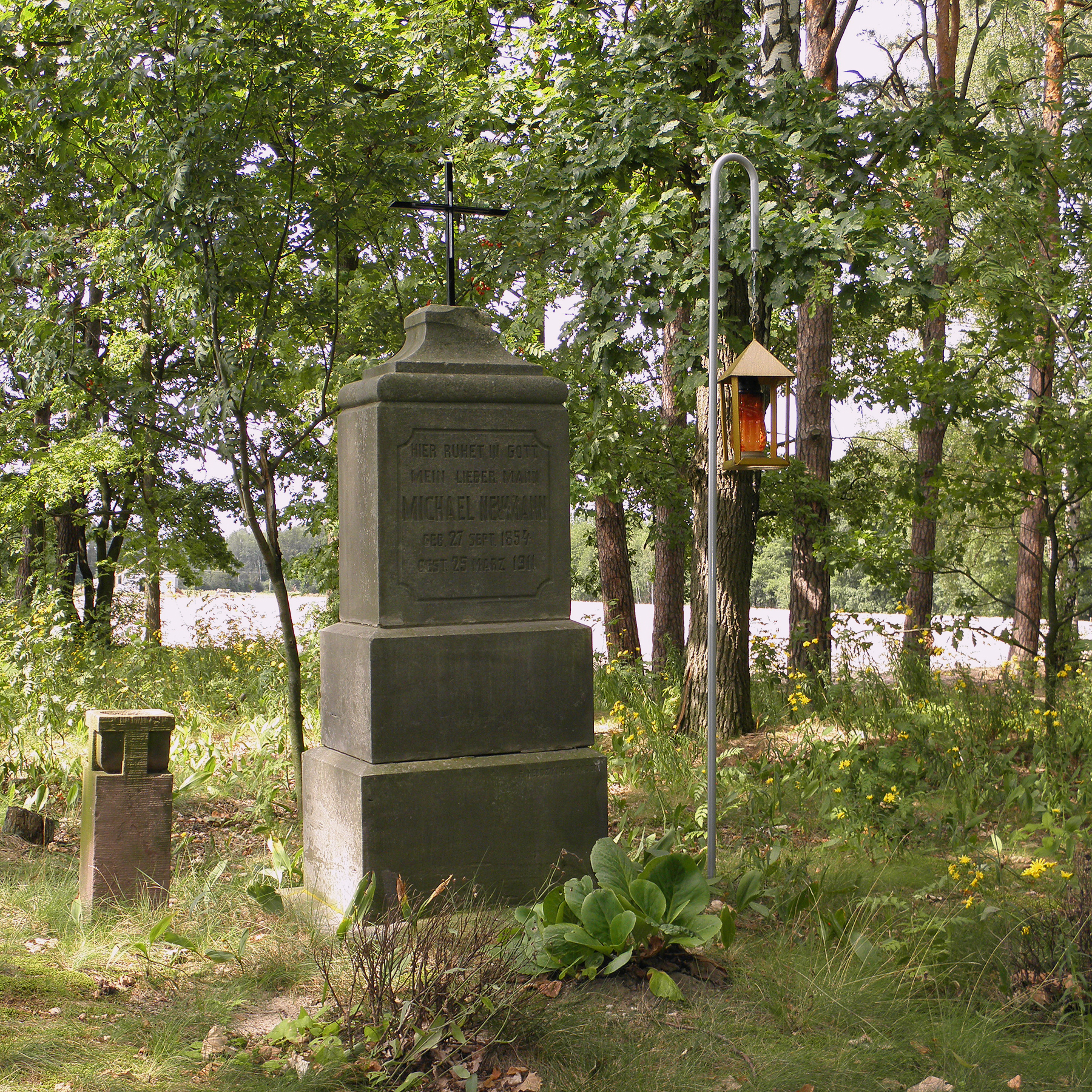
Lutherischer Friedhof in Stary Chinów

## Geschichte
Der Ort wurde im Jahr 1564 als Chynow erwähnt. Der besitzanzeigende Name ist vom Personennamen *Chyn abgeleitet.
Nach anderen Quellen bestand kein Chinów in der Woiwodschaft Sandomir, Kreis Radom um das Jahr 1600. Die sogenannte holländische Besiedlung begann im Weichseltal flussaufwärts (südlich) der Mündung der Pilica in der zweiten Hälfte des 18. Jahrhunderts als die ethnisch polnischen Orte, wie Stupica, Dąbrówka, Holendry oder Przewóz (1784) bei Kozienice und Magnuszew entstanden. Nach Eduard Kneifel gab es schon im Jahr 1795 in Chinów und Wólka Tyczyńska deutsch-evangelische Schulen, was auf die Gründung dieser am wahrscheinlichsten ältesten ethnisch deutschen holländischen Dörfer vor der Dritten Teilung Polens hindeutete.
Bei der Dritten Teilung Polens wurde Chinów 1795 mit Westgalizien an das Königreich Galizien und Lodomerien des habsburgischen Kaiserreichs angeschlossen. 1809 kam es ins Herzogtum Warschau und 1815 ins neu entstandene russisch beherrschte Kongresspolen. Im Jahr 1809 gab es nach der österreichischen Verwaltung in Chinów 21 evangelische Familien oder 102 Personen. Nach 1815 entstanden in der Umgebung neue deutsche Kolonien. 1826 wurde für sie die evangelisch-augsburgische Gemeinde in Radom gegründet und Chinów war damals mit 169 Lutheranern die größte eingepfarrte Ortschaft auf der (unvollständigen) Liste. 1835 besuchten 14 Kinder die evangelische Grundschule, der Lehrer war Jan Lang aus Preußen. In den frühen 1840er Jahren entstand die Filialgemeinde von Radom in Kozienice und 1845 umfasste 366 Mitglieder in den Ortschaften Wólka Tyrzyńska, Chynów, Paciorkowa Wola und Łuczyńska Kolonia (Łuczyńsko). Es gab noch kein Bethaus, aber jede Kolonie hatte einen eigenen Kantor und Lehrer. 1848 gab es einen evangelischen Friedhof in Chinów, einer der drei legalen im Kreis, aber illegale Beerdigung eines Lutheraners aus Ostpreußen wurde damals zum Gegenstand einer Untersuchung.
Nach dem Ende des Ersten Weltkriegs kam Chinów zu Polen. Im Jahr 1921 hatten die Ortschaften Chinów Stary und Chinów Nowy in der Gemeinde Świerze Górne im Powiat Kozienicki insgesamt 70 Häuser mit 398 Einwohnern, davon deklarierten sich in Chinów Stary 212 als Deutsche, die größte Zahl im Powiat und eine der größten in der ganzen Woiwodschaft Kielce (1919–1939), außerdem gab es 236 Protestanten.
Im Zweiten Weltkrieg gehörte es zum Distrikt Radom im Generalgouvernement. Von 1975 bis 1998 gehörte Chinów zur Woiwodschaft Radom.